# یون اکسونیوم
یون اکسونیوم (به انگلیسی: oxonium ion) در شیمی، هر یون مثبت (کاتیون) اکسیژنی است، با سه پیوند شیمیایی. ساده ترین یون اکسونیوم، یون هیدرونیوم است: H3O+.
در متون مختلف شیمی و شیمی آلی تعریف‌هایی از یون اکسونیوم ارائه می‌شود که هر چند ظاهری متفاوت دارند اما در واقع یک مفهوم را می رسانند.
بر اساس متون شیمی آلی در یک تعریف کلی می‌توان گفت هر ترکیب اکسیژن داری که در آن اکسیژن دارای بار مثبت باشد یون اکسونیوم نامیده می‌شود. اما اگر بخواهیم تعریفی تخصصی تر و متمایز تر از یون اکسونیوم ارائه دهیم بیان زیر احتمالاً تعریف کاملتری است: یک یون اکسونیوم شامل اتم اکسیژنی است که دارای الکترونهای لایه ظرفیت هشتایی است اما هم‌زمان دارای بار قراردادی ۱ + نیز می‌باشد.
بعضی یونهای اکسونیوم با پدیده رزونانس به پایداری می‌رسند که در این حالت همه اشکال رزونانسی آن یون، با تعریف اخیر منطبق نیست.
|                           |                                       |                                  |                                |
| ساختمان هرمی یون اکسونیوم | فرمول اسکلتی کاتیون تری متیل اکسونیوم | مدل گوی و میله تری متیل اکسونیوم | مدل فضا پرکن تری متیل اکسونیوم |

## چند مثال
- همانند آب، بسیاری از ترکیبات آلی که دارای اکسیژن هستند می‌توانند به عنوان باز عمل کنند و پروتون دریافت کنند؛ برای مثال اتیل الکل و دی اتیل اتر تشکیل دو یون اکسونیوم I و II را می‌دهند.

- همانند گروه آمینو، گروه فنلی حلقه‌های آروماتیک را نسبت به جایگزینی الکتروفیلی قویا فعال می‌کند و اساساً به همان روش. حالتهای واسطه به ندرت کربوکاتیون هستند بلکه یونهای اکسونیوم (III و IV) می‌باشندکه در آن هر اتم (البته به جز هیدروژن) دارای یک هشتایی کامل الکترون است. این یونها بسیار سریعتر از کربوکاتیونهای مشتق از خود بنزن تشکیل می‌شوند. حمله به یون فنوکسید یک واسطه پایدارتری می دهدو سریعتر تشکیل می‌گردد؛ به آن به مانند یک کتون اشباع نشده نگاه کنید.(V و VI)